# Богдан А301
Богдан А301 — 7,9-метровий автобус середнього класу українського виробництва, що випускається ВАТ «Черкаський автобус» з 2006 року. Автобус має конструкцію кузова, побудовану на шасі та головних агрегатах японських автобусів Isuzu.
ВАТ «Черкаський автобус» представило перший шкільний автобус власної конструкції ще у 2004 році. Модель АХ071 була сконструйована на шасі російського «Бичка» (ЗіЛ-3250). У 2006 році її зняли з виробництва. На зміну прийшла нова модель шкільного автобуса на шасі Isuzu — Богдан-А301, проєкт якої був виконаний Львівським науково-технічним центром «Автополіпром». Дослідний зразок автобуса був представлений на автосалоні SIA'2006 під індексом А09232.
На відміну від Богдан-АХ071, А301 розроблявся спочатку як багатофункціональний автобус. Крім «школяра» була створена модифікація для приміських і міжміських перевезень.
З 2008 року виробництво 301-ї моделі призупинено через відсутність замовлень, хоча автобус досі представлений в модельному ряді ВАТ «Черкаський автобус».
У 2010 році великовузлове складання шкільних автобусів Радзіміч-А30171 (аналог українського Богдан-А301) налагодив Гомельський авторемонтний завод. Це підприємство співпрацює з ВАТ «Черкаський автобус» з 2005 року, збираючи українські машини під власною торговою маркою і реалізуючи їх на території Республіки Білорусь. Шкільний автобус Радзіміч-А301 виявився більш успішним проєктом, ніж Богдан-А301: з 2010 року підприємство має регулярні замовлення Міністерства освіти Республіки Білорусь.

## Модифікації А301
Богдан А30141 призначений для перевезення пасажирів міжміськими та приміськими маршрутами, загальна пасажиромісткість — 41 пасажир, в тому числі 31 — для сидіння.
Богдан А30171 (ГАРЗ-А30171 «Радзіміч») — спеціалізований автобус для перевезення школярів. Автобус призначений для забезпечення регулярного підвезення учнів та педагогічних працівників загальноосвітніх навчальних закладів у сільській місцевості до місць навчання автомобільними дорогами категорій І—ІІІ.
Богдан А30172 — спеціалізований автобус для перевезення школярів додатково обладнаний спеціальним підйомником для посадки дітей-інвалідів.